# 和道流空手道連盟
和道流空手道連盟（わどうりゅうからてどうれんめい）は、和道流空手道の会派の一つ。

## 概要
二代宗家・大塚博紀が世襲し、現在は三代宗家・大塚博紀が会長・最高師範を務めている。和道流柔術拳法の指導も行っている。所属している大学の主要校としては、日本大学等がある。